# Melanie Martinez
Melanie Adele Martinez (n. 28 aprilie 1995, Astoria⁠(d), Queens, New York, SUA) este o cantautoare americană cu origini din Puerto Rico și Republica Dominicană.
A fost membra echipei lui Adam Levine în cel de-al treilea sezon al ediției americane The Voice. După un an de la eliminarea sa din program, în cursul celei de-a cincilea săptămâni al transmisiuni live. A fost contactată de către casa de discuri Atlantic Records, iar la data de 19 mai 2014 a fost lansat discul sau EP de debut Dollhouse, iar la data de 14 august 2015 a fost publicat albumul său de debut intitulat Cry Baby.

## Carieră

### 2012:The Voice
Cativa ani după ce a deschis un canal de YouTube în care publica preluări după cântecele sale preferate  decide să participe la o audiență al celui de-al treilea sezon al emisiuni The Voice, la care a cântat melodia „Toxic” lui Britney Spears. Trei din cei patru jurii (Adam Levine, Cee Lo Green și Blake Shelton) au întors scaunele pentru ea. Melanie alege echipa lui Adam Levine. În competiție cu Caitlin Michele cântă „Lights” lui Ellie Goulding. După ce a câștigat bătălia, ioana trece la faza următoare chemată Knockout, în competiție cu Sam James cânta „Bulletproof” lui La Roux.

### 2014:Dollhouse EPșiCry Baby
După The Voice, a publicat discul său singal de debut „Dollhouse” la data de 9 februarie 2014, împreună cu un videoclip muzical. Cântecul vorbește despre o familie care pare perfectă în aparentă, dar care are multe probleme înăuntru. La scurt timp a fost publicat discul EP omonim la data de 19 mai 2016, conține un număr de patru piese inedite „Dollhouse”, „Carousel”, „Dead to Me” și „Bittersweet Tragedy”.
Albumul de debut „Cry Baby” a fost publicat la data de 14 august 2015. Primul extras pe single al albumului a fost „Pity Party” publicat la data de 1 iunie 2015. La data de 10 și 31 iulie au fost publicate discurile single „Soap” și „Sippy Cup”. La data de 23 decembrie 2015 a fost publicat pe YouTube un cântec intitulat „Gingerbread Man” cu ocazia crăciunului. Melanie a declarat intențiile sale de a face un videoclip muzical pentru fiecare piesă inclusă în versiunea standard al albumului de debut.
2019: K-12
Pe 6 septembrie,Melanie a lansat albumul "K-12",care a facut si un film pentru a prezenta tot albumul.Pe acest album se afla 13 piese:"Wheels on the bus","Class Fight","The principal","Show and tell","Nurse's office","Drama Club","Strawberry Shortcake","Lunchbox Friends","Orange Juice","Detention","Teacher's pet","High School Sweethearts" si "Recees".Dar,se mai afla încă o melodie la credite ,numita "Fire Drill"(care a fost postata oficial pe YouTube pe data de 25 iunie 2020).În film este vorba despre personajul principal,Crybaby,care se afla la scoala K-12.Durata filmului este de aproximativ 1 ora si 30 de minute.
2020:After School(K-12 Deluxe Edition)
Inainte de lansarea noului album EP "After school",Melanie Martinez a lansat o melodie cu Tierra Whack pe data de 10 februarie 2020.
Pe data de 25 septembrie 2020 a lansat EP-ul "After School".Albumul conține 7 melodii:"Notebook","Test me","Brain & Heart","Numbers","Glued","Field Trip" si "The Bakery".

## Discografie
Albume de studio
- 2015 — Cry Baby
- 2019 — K-12
- 2023 — Portals

Discuri EP
- 2014 — Dollhouse

Discuri single
- 2014 — Dollhouse
- 2014 — Carousel
- 2015 — Pity Party
- 2015 — Soap
- 2015 — Sippy Cup